# تروندهایم فیوردن
تروندهایم فیوردن،(به انگلیسی: Trondheim Fjord) یک آبدره و یا فیورد، در استان تروندلاگ، در کشور نروژاست. طول این آبدره، از فانوس دریایی آگدنس، تا خلیج کوچک هَیْلِبوُتْن، ۱۳۰ کیلومتر است. فیورد  تروندهایم، سومین فیورد و یا آبدرهٔ طولانی در کشور نروژ است.  این آبدره، در ژرف ترین قسمت، که در سلوا در آگدنس، واقع شده است؛ ۵۷۸ متر عمق دارد. 